# 家族法廷
『家族法廷』（かぞくほうてい）は、BS朝日で2011年4月27日から6月29日まで毎週水曜日22:00 - 22:54に放映されていたテレビドラマ。全10話。主演は長塚京三。

## あらすじ
主人公・小野寺達彦は、裁判官である。
結婚しておよそ40年、家に帰っても膨大な裁判資料に目を通す毎日で、家族のことは妻に任せてきた達彦だったが、その妻の死をきっかけに、今まで知らなかった家庭内のさまざまな問題に直面することとなる。
達彦は、家庭内の問題解決など簡単だと思っていた。なぜなら、プロの裁判長として、数々の難問に“判決”という結論を見出してきたからだ。しかし、現実は甘くなかった。わがままな家族たちは達彦の意見に耳を傾けるどころか、言いたい放題を繰り返し、事態は悪化するばかり。
家政婦・冴子の力を借りながら、達彦はばらばらになりかけた家族を無事まとめることができるのか。

## キャスト

### 小野寺家
小野寺 達彦〈62〉
演 - 長塚京三
裁判所判事。仕事人間で家庭を顧みてこなかったが、妻の死をきっかけに家庭を見直そうと思う。妻のことも家族のことも何も知らなかったことに気付く。
小野寺 朋子〈34〉
演 - 岩崎ひろみ
達彦の次女。アパレル関係の仕事に就いている。幼い頃は病弱だった。婚活に勤しむが成果ははかばかしくない。
小野寺 良弘〈31〉
演 - TETSUYA (EXILE)
達彦の長男。広告会社勤務。
小野寺 幸子
演 - 上村香子
達彦の亡くなった妻。

### 小野寺家の関係者
奥村 冴子〈28〉
演 - ミムラ
小野寺家の離れで暮らす住込み家政婦。既婚者。家庭の内情に首を突っ込まないようにと紹介所の所長から言われているが、家族の問題で悩む達彦を放っておけず、密かに協力する。
妙子
演 - 岡本麗
幸子の姉。3姉弟の伯母。

### 桑島家
桑島 久美〈37〉
演 - 松永玲子
達彦の長女。飲食店の雇われ店長。
桑島 健一〈42〉
演 - 六角精児
久美の夫。「あおぞら文具」に勤めるサラリーマン。家庭では存在感がなく、発言力もない。
桑島 由加〈15〉
演 - 宮﨑香蓮
久美の長女。
桑島 亮太〈10〉
演 - 小林海人
久美の長男。

### ゲスト
第1話
- 高橋聡美（家政婦紹介所の所長） - 大島蓉子

第4話
- 川原智（朋子が結婚相手として紹介する男性） - 長谷川朝晴

第6話
- サオリ - 藤本泉

第7話
- 緑川早苗（達彦がかつて携わった裁判の被告の妻） - 松下由樹
- 緑川志織（早苗の娘） - 中村静香

第9話
- 岩田（幸子の文通相手の夫） - 大杉漣

最終話
- 傍聴マニアの男 - 温水洋一

## スタッフ
- 音楽 - P・P・M（林久美子）
- 撮影 - 高橋広
- VE - 木村朋宏
- 選曲 - 近藤隆史
- 効果 - 壁谷貴弘
- CG - 奥田圭一
- 編曲 - 田内文高
- 技術プロデューサー - 向井美和
- デザイン - 金子幸雄
- 美術進行 - 松本良二
- 装飾 - 早坂英明
- 造園 - 渡辺篤
- 衣装 - 山谷志穂
- 美術プロデューサー - 森川一雄
- 美術協力 - NTTドコモ、新日本法規出版株式会社
- 協力 - テイクシステムズ、サンライズアート、BULL、SPOT、バウムレーベン、国際放映、ケイエッチケイアート、ケイプランニング
- 法律監修 - 本山信二郎
- 風水指導 - ロータスパレット
- 音楽協力 - BS朝日サウンズ
- 主題歌 - hinaco「帰り道ダイアリー」 (rhythm zone)
- 広報 - 田中久美香（BS朝日）
- 演出補 - 大塚徹
- 記録 - 森川麻衣
- プロデューサー補 - 相良美久、小菅由佳乃
- プロデューサー - 川島保男（BS朝日）、布施等、山本喜彦
- 制作 - BS朝日、MMJ

## 放送日程
| 各話   | 放送日        | サブタイトル | 脚本              | 演出     |
| ------ | ------------- | ------------ | ----------------- | -------- |
| 第1話  | 2011年4月27日 | 父親失格     | 尾崎将也          | 植田尚   |
| 第2話  | 2011年5月04日 | 離婚前夜     | 関えり香          | 植田尚   |
| 第3話  | 2011年5月11日 | 遺産分割     | 山田能龍          | 植田尚   |
| 第4話  | 2011年5月18日 | 娘の結婚     | 久松真一 牟田桂子 | 二宮浩行 |
| 第5話  | 2011年5月25日 | 心の傷       | 関えり香          | 二宮浩行 |
| 第6話  | 2011年6月01日 | 不倫疑惑     | 尾崎将也          | 植田尚   |
| 第7話  | 2011年6月08日 | 父の秘密     | 牟田桂子          | 植田尚   |
| 第8話  | 2011年6月15日 | 15歳の涙     | 山田能龍          | 二宮浩行 |
| 第9話  | 2011年6月22日 | 母の手紙     | 牟田桂子          | 二宮浩行 |
| 最終話 | 2011年6月29日 | 涙の判決     | 関えり香          | 植田尚   |

## スピンオフドラマ
第3話の放送直後から、各話のストーリーをベースに生活に役立つ「裏ワザ」を紹介した、およそ3分間のスピンオフドラマをインターネット上で無料配信。全4本。
配信サイト - 番組公式サイト、Yahoo! JAPANオフィシャルチャンネル「BS朝日」、YouTube
| 題材  | タイトル                         | 出演者                      |
| ----- | -------------------------------- | --------------------------- |
| 第3話 | メロンを7等分にする秘技          | ミムラ、長塚京三            |
| 第4話 | 裏ワザ! パンとビールでヌカ漬け!? | 六角精児、岩崎ひろみ        |
| 第6話 | イチゴスプーンの正しい使い方     | TETSUYA、宮﨑香蓮、小林海人 |
| 第6話 | 必見! 浮気メールの発見法         | 岩崎ひろみ、松永玲子        |

## 放送局
| 放送地域   | 放送局           | 放送期間                 | 放送日時                  | 備考       |
| ---------- | ---------------- | ------------------------ | ------------------------- | ---------- |
| 全国放送   | BS朝日           | 2011年4月27日 - 6月29日  | 水曜 22:00 - 22:54        | 制作局     |
| 広島県     | 広島ホームテレビ | 2011年8月16日 - 10月18日 | 火曜 24:51 - 25:51        | [ 1 ]      |
| 新潟県     | 新潟テレビ21     | 2011年9月2日 - 9月15日   | 月曜 - 金曜 13:55 - 14:50 |            |
| 熊本県     | 熊本朝日放送     | 2011年9月19日 - 9月30日  | 月曜 - 金曜 16:00 - 16:54 |            |
| 秋田県     | 秋田朝日放送     | 2011年10月18日 - 11月2日 | 月曜 - 木曜 13:55 - 14:50 |            |
| 北海道     | 北海道テレビ     | 2011年12月7日 - 12月22日 | 月曜 - 木曜 9:55 - 10:50  |            |
| 福島県     | 福島放送         | 2011年12月8日 - 12月26日 | 月曜 - 金曜 16:00 - 16:54 |            |
| 沖縄県     | 琉球朝日放送     | 2012年1月9日 - 2月15日   | 月曜・水曜 14:00 - 14:55  |            |
| 宮城県     | 東日本放送       | 2012年4月6日 - 6月8日    | 金曜 14:59 - 15:55        |            |
| 山口県     | 山口朝日放送     | 2012年4月9日 - 4月20日   | 月曜 - 金曜 10:50 - 11:45 |            |
| 近畿広域圏 | 朝日放送         | 2012年4月18日 - 6月20日  | 水曜 26:18 - 27:18        |            |
| 岩手県     | 岩手朝日テレビ   | 2012年5月21日 - 6月1日   | 月曜 - 金曜 14:34 - 15:29 | 傑作劇場枠 |
| 中京広域圏 | メ〜テレ         | 2013年1月8日 - 3月12日   | 火曜 25:59 - 26:54        |            |
| 兵庫県     | サンテレビ       | 2013年6月4日 - 6月19日   | 月曜 - 木曜 15:00 - 15:55 |            |